# Geflügeltes Wort
Geflügeltes Wort là từ tiếng Đức để chỉ một trích dẫn từ một nguồn cụ thể, mà đã trở thành một thành ngữ trong đời sống hàng ngày (nghĩa đen là một từ có cánh). Đa số là những diễn tả ngắn về những vấn đề phức tạp hay về những kinh nghiệm đời sống.

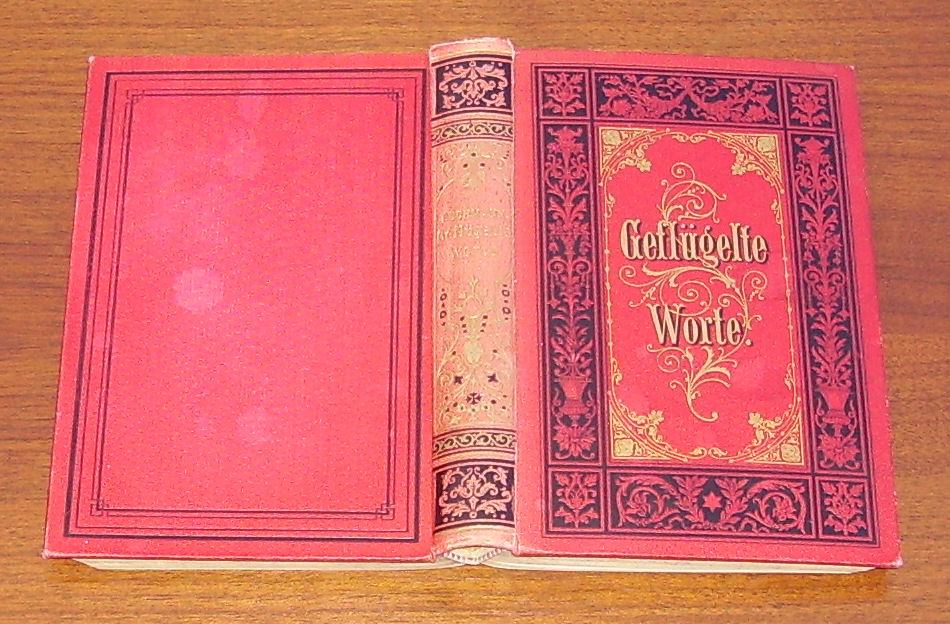
Sách của Georg Büchmann về Geflügelte Worte, Ấn bản 12, năm 1880